# 布雷勒河畔布朗日
布雷勒河畔布朗日（法語：Blangy-sur-Bresle，法語發音：[blɑ̃ʒi syʁ bʁɛl]）是法国滨海塞纳省的一个市镇，属于迪耶普区。

## 地理
布雷勒河畔布朗日（49°55'55"N, 1°37'43"E）面积17.45 平方千米，位于法国诺曼底大区滨海塞纳省，该省份为法国北部沿海省份，其西部及北部濒大西洋英吉利海峡，东起顺时针与索姆省、瓦兹省、厄尔省和卡爾瓦多斯省接壤。
与布雷勒河畔布朗日接壤的市镇（或旧市镇、城区）包括：布唐库尔、蒙绍-索朗、皮埃尔库尔、里约、内勒洛皮塔勒、内莱特。

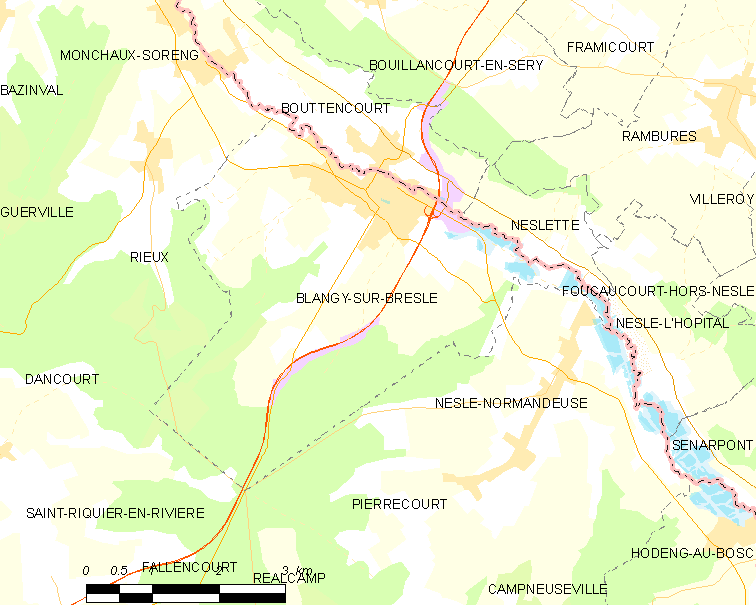
布雷勒河畔布朗日的OSM定位图

布雷勒河畔布朗日的时区为UTC+01:00、UTC+02:00（夏令时）。

## 行政
布雷勒河畔布朗日的邮政编码为76340，INSEE市镇编码为76101。

## 政治
布雷勒河畔布朗日所属的省级选区为厄镇县。

## 人口

1962-2008年间布雷勒河畔布朗日人口变化图示

布雷勒河畔布朗日于2022年1月1日时的人口数量为2844人。